# Enófita
Enófita (em grego: Οινόφυτα; romaniz.: Oinofyta) é uma vila e antigo município no leste da Beócia, na Grécia. Após a reforma do governo local de 2011, começou a fazer parte do município de Tânagra, do qual é uma unidade municipal. A unidade municipal possui uma área de 77 273   km2, a comunidade 18.643   km 2 . Dentro do território da unidade municipal, fica a antiga cidade de Enófita, onde a Batalha de Enófita foi travada em 457 a.C..

## Subdivisões
A unidade municipal de Enófita é subdividida nas seguintes comunidades (aldeias constituintes entre parênteses):
- Agios Thomas
- Cleidi
- Enófita (Enófita, Dilesi)

## População histórica
| Ano  | População da cidade | População da unidade municipal |
| ---- | ------------------- | ------------------------------ |
| 1981 | 2.555               | -                              |
| 1991 | 3.697               | -                              |
| 2001 | 3.137               | 8.195                          |
| 2011 | 2.927               | 6.563                          |

## Poluição
Em dezembro de 2007, testes oficiais revelaram que a água potável em Enófita estava contaminada com altos níveis de cromo hexavalente cancerígeno, que é usado como anticorrosivo na produção de aço inoxidável, tintas, tintas, plásticos e corantes. Durante décadas, as fábricas vinham despejando resíduos no rio Asopo, cujas águas correm de vermelho a preto e ondulam com lodo borbulhante.